# Классическая миланская орфография
Классическая миланская орфография — орфография западноломбардского языка, в частности для его миланского диалекта, которая использовалась известными писателями и поэтами западноломбардской литературы, такими как Карло Порта, Карло Мариа Магджи, Делио Теса и другими. Она впервые использовалась в XVI веке Карло Марией Магджи; он первым ввёл триграмму oeu. Предыдущие авторы, такие как Бонвезин де ла Рива (XIII век), использовали латинскую орфографию. В 1606 году Г. А. Биффи в своей Prissian de Milan de la parnonzia milanesa начал кодификацию, включение длины гласных и использование ou для передачи звука /œ/. Миланская орфография пришла как компромисс между старой тосканской системой и французской; характерной особенностью орфографии, отличающей её от произношения, является метод различия долгих и кратких гласных. Сегодня, из-за того, что она становится более архаичной, она заменяется более простыми методами, которые используют ö, ü для огубленных гласных и удвоения для долгих гласных. Классическая миланская орфография была отрегулирована Миланским Филологическим Кругом для современного использования.
Классическая миланская орфография (отредактированная Миланским Филологическим Кругом) имеет ряд отличий от итальянского алфавита:
Основное использование акцентов:
- Ударение: указывает на закрытый звук у e или o.
- Апостроф: указывает на открытый звук у e или o.
- Циркумфлекс: указывает на очень закрытый и долгий o.

Произношение гласных и ложных дифтоногов:
- <a>, <e>, <i> представляют собой открытый и краткие гласные после двойных согласных или ударение в конце слова, и закрытый и долгий после одного согласного.
- <o> обозначает /u/
- <ò> обозначает /ɔ/
- <oeu> обозначает /œ/
- <u> обозначает /y/; также может обозначать /w/ после <q> или в дифтонге <au>.

Употребление согласных:
- Удвоение: делает предыдущий гласный кратким и открытым
- <s> обозначает звонкий или глухой сибилянт; интервокально он всегда звонкий, глухой /s/ обозначается двойным <ss>. В конце слов он всегда глухой.
- <z> обозначает /ts/
- <n> после гласного обозначает назализацию следующего гласного; перед любым гласным <nn> будет обозначать /n/.
- <m> обозначает назализацию последующего гласного, когда стоит после согласного; в остальных случаях обозначает /m/.
- <h> обозначает, что последующий <c> или <g> является велярным перед гласным переднего ряда
- <sg(i)> обозначает /ʒ/
- <sc(i)> обозначает /ʃ/
- <s'c(i)> обозначает /stʃ/

## Таблица произношений
| Буква | Случай                                                                                                 | МФА     | Примечания                       |
| ----- | --- | ------- | -------------------------------- |
| a     | перед двойными согласными или акцентированными окончанями слов                                         | a       | ударение обозначается апострофом |
| a     | в остальных случаях                                                                                    | aː      | ударение обозначается апострофом |
| aa    | в окончаниях слов                                                                                      | aː      | всегда под ударением             |
| b     | всегда                                                                                                 | b       |                                  |
| c     | перед согласными или гласными a, o, u                                                                  | k       |                                  |
| ci    | перед a, o, u                                                                                          | tʃ      |                                  |
| c     | в остальных случаях                                                                                    | tʃ      |                                  |
| ch    | всегда                                                                                                 | k       |                                  |
| d     | всегда                                                                                                 | d       |                                  |
| e     | перед двойными согласными или акцентированными окончанями слов                                         | ɛ       | ударение обозначается апострофом |
| e     | в остальных случаях                                                                                    | eː      | ударение обозначается апострофом |
| ee    | в окончаниях слов                                                                                      | eː      | всегда под ударением             |
| f     | всегда                                                                                                 | f       |                                  |
| g     | перед согласными или гласными a, o, u                                                                  | ɡ       |                                  |
| gi    | перед a, o, u                                                                                          | dʒ      |                                  |
| g     | в остальных случаях                                                                                    | dʒ      | оглушённое окончание слова       |
| gh    | перед i или e                                                                                          | g       | оглушённое окончание слова       |
| i     | перед двойными согласными или акцентированными окончанями слов                                         | i       | ударение обозначается апострофом |
| i     | после согласного и перед гласным                                                                       | j       |                                  |
| i     | в остальных случаях                                                                                    | iː      | ударение обозначается апострофом |
| ii    | в окончаниях слов                                                                                      | iː      | всегда под ударением             |
| j     | только после согласных                                                                                 | j       |                                  |
| l     | всегда                                                                                                 | l       |                                  |
| m     | после согласных                                                                                        | ◌̃       |                                  |
| m     | в остальных случаях                                                                                    | m       |                                  |
| n     | когда это не форма гласного с предшествующим гласным или окончание слова с последним безударным слогом | n       |                                  |
| n     | в остальных лучаях                                                                                     | ◌̃       |                                  |
| nn    | всегда                                                                                                 | n       |                                  |
| o     | всегда                                                                                                 | u       | всегда безударный                |
| oo    | в окончаниях слов                                                                                      | uː      | всегда под ударением             |
| ò     | всегда                                                                                                 | ɔ       | всегда под ударением             |
| ô     | всегда                                                                                                 | oː      | всегда под ударением             |
| oeu   | перед двойными согласными или акцентированными окончанями слов                                         | œ       | всегда под ударением             |
| oeu   | всегда                                                                                                 | œː      | всегда под ударением             |
| p     | всегда                                                                                                 | p       |                                  |
| qu    | всегда                                                                                                 | kw      |                                  |
| r     | всегда                                                                                                 | r       |                                  |
| s     | в конце слов, после глухих согласных, в начале слова                                                   | s       |                                  |
| s     | интервокальный или после звонких согласных                                                             | z       |                                  |
| sci   | всегда                                                                                                 | ʃ       | только sc после e, i             |
| s’ci  | всегда                                                                                                 | stʃ     | только s’c после e, i            |
| sgi   | всегда                                                                                                 | ʒ       | только sg после e, i             |
| ss    | всегда                                                                                                 | s       |                                  |
| t     | всегда                                                                                                 | t       |                                  |
| u     | перед двойными согласными или акцентированными окончаниями слов                                        | y       | ударение обозначается апострофом |
| u     | перед q или g и после гласного, или как часть дифтонга                                                 | w       | никогда не бывает под ударением  |
| u     | в остальных случаях                                                                                    | y       | ударение обозначается апострофом |
| uu    | в окончаниях слов                                                                                      | yː      | всегда под ударением             |
| v     | всегда                                                                                                 | v       |                                  |
| z     | всегда                                                                                                 | ts/dz/s |                                  |